# Couepia excelsa
Couepia excelsa är en tvåhjärtbladig växtart som beskrevs av Adolpho Ducke. Couepia excelsa ingår i släktet Couepia och familjen Chrysobalanaceae. Inga underarter finns listade i Catalogue of Life.